# Шимилен
Шимилен (фр. Chimilin) насеље је и општина у источној Француској у региону Рона-Алпи, у департману Изер која припада префектури Ла Тур ди Пен.
По подацима из 2011. године у општини је живело 1369 становника, а густина насељености је износила 141,72 становника/km². Општина се простире на површини од 9,66 km². Налази се на средњој надморској висини од 220 метара (максималној 362 m, а минималној 228 m).

## Демографија
| 1962. | 1968. | 1975. | 1982. | 1990. | 1999. | 2011. |
| ----- | ----- | ----- | ----- | ----- | ----- | ----- |
| 785   | 814   | 781   | 942   | 1.044 | 1.144 | 1.369 |

График промене броја становника у току последњих година